# Гренобльский трамвай
Трамвай Гренобля - вид общественного транспорта города Гренобль, Овернь-Рона-Альпы, Франция.

## Описание
Состоит из 5 линий, 82 остановки, длина путей 43,7 км. Колея 1435 мм.

## История
- Первая система  1894 - 1952, колея 1000 мм.
- Вторая система  1987 - нас. время. 1 августа 1987 открыт первый участок линии А.

## Маршруты
- A -
- B -
- C -
- D -
- E -

## Подвижной состав
Фирма САF поставит в город 38 трамваев Urbos, они сменят предыдущие трамваи TFS/список, поставленные в 1986-1997.    